# Les Rats du désert (film)
Pour les articles homonymes, voir Les Rats du désert.
Pour plus de détails, voir Fiche technique et Distribution.
Les Rats du désert (The Desert Rats) est un film américain réalisé par Robert Wise, sorti en 1953.

## Synopsis
Avril 1941 : dans sa perspective de s'emparer du Caire et du canal de Suez, l'Afrika Korps de Rommel doit s’emparer de Tobrouk, place stratégique qui lui barre le chemin. Dans l'attente de l'arrivée de renforts, on demande a un général australien de tenir deux mois, puis davantage. Le commandement de la 9e division d'infanterie a été confié à MacRoberts, capitaine britannique qui doit résister aux assauts répétés de Rommel. Parmi ses hommes, celui-ci retrouve Bartlett, son ancien enseignant, qui boit pour oublier sa peur.

## Fiche technique
- Titre original : The Desert Rats
- Titre français : Les Rats du désert
- Réalisation : Robert Wise
- Scénario : Richard Murphy
- Direction artistique : Lyle Wheeler, Addison Hehr
- Décors : Fred J. Rode
- Costumes : Charles LeMaire
- Photographie : Lucien Ballard
- Son : Alfred Bruzlin, Roger Heman
- Montage : Barbara McLean
- Musique : Leigh Harline
- Production : Robert L. Jacks
- Société de production : Twentieth Century-Fox Film Corp.
- Société(s) de distribution : Twentieth Century-Fox Film Corp.
- Pays d’origine :  États-Unis
- Langue : anglais
- Format : Noir et blanc - 35 mm - 1,37:1 -  Son mono (Western Electric Recording)
- Genre : film de guerre
- Durée : 88 minutes
- Date de sortie :
  - États-Unis : 6 mai 1953 (première à Los Angeles)

## Distribution
- Richard Burton (VF : André Falcon) : Capitaine Tammy MacRoberts
- James Mason (VF : Jacques Erwin) : FeldMarschall Erwin Rommel
- Robert Newton (VF : Serge Nadaud) : Tom Bartlett
- Robert Douglas (VF : Claude Péran) : Le général australien
- Torin Thatcher (VF : Michel Gudin) : Colonel Barney White
- Chips Rafferty (VF : Camille Guérini) : Sergent Blue Smith
- Charles Tingwell (VF : Serge Lhorca) : Lieutenant Harry Carstairs
- Charles Davis (VF : Louis de Funès) : Pete
- Ben Wright (VF : Jean Clarieux) : Mick
- James Lilburn (VF : Jacques Thébault) : l'opérateur des transmissions
- John O'Malley : Riley
- Ray Harden : Hugh
- John Alderson : Caporal
- Ashley Cowan : Caporal
- Richard Peel (VF : Marcel Rainé) : Rusty
- Michael Pate (VF : Jean-Henri Chambois) : Capitaine Currie
- Frank Pulaski (VF : Pierre Morin) : Major O'Rourke
- Charles B. Fitzsimons (VF : Gérard Férat) : l'officier du Génie
- Charles Keane : Sergent Donaldson

Acteurs non crédités :
- Nicolas Coster : un médecin
- Patrick O'Moore : Jim
- Peter Julien Ortiz : un soldat
- Gilchrist Stuart : un capitaine
- Alfred Zeisler : Von Helmholtz

## Histoire
- Le film prend pour argument l'action défensive de la 9e division australienne, qui était chargée de la défense de Tobrouk, sous le commandement du général Leslie Morshead (qui dans le film est simplement appelé "le Général"). La garnison a effectivement tenu la dragée haute aux meilleurs éléments de l'Afrika Korps de Rommel pendant plus de huit mois.
- Le film s'inspire des événements ci-dessus mais n'a pas l’ambition de reconstituer la vérité historique. Ainsi de nombre de détails s'avèrent inexacts, le plus flagrant étant le grade de maréchal attribué à Rommel alors qu'il ne l'avait pas encore.
- James Mason a déjà joué deux ans auparavant le rôle de Rommel, dans Le Renard du désert, d'Henry Hathaway.